# Devan Dubnyk
Devan Dubnyk (né le 4 mai 1986 à Regina en Saskatchewan au Canada) est un joueur de hockey sur glace professionnel évoluant avec l'Avalanche du Colorado de la Ligue nationale de hockey. Il a été repêché par les Oilers lors du repêchage d'entrée dans la LNH 2004, à la 14e position. Il occupe la position de gardien de but.

## Biographie
Natif de Regina en Saskatchewan, Devan Dubnyk a grandi à Calgary en Alberta. Repêché par les Blazers de Kamloops au deuxième tour, 31e rang, lors de la séance de repêchage bantam de la Ligue de hockey de l'Ouest en 2001, il joue la majeure partie de la saison 2001-2002 dans l'équipe bantam AAA des Bruins de Calgary. Il goûte à la LHOu au cours de cette même saison, gardant les buts pour 3 rencontres. Il joue par la suite pour les Blazers de 2002-2003 jusqu'en 2005-2006. À l'issue de la saison 2003-2004, après avoir joué deux saisons avec l'équipe de Kamloops, il est repêché par les Oilers d'Edmonton au 14e rang, lors du premier tour du repêchage d'entrée dans la LNH 2004.
Lors de la saison 2006-2007, Dubnyk fait ses débuts professionnels. Il joue 4 rencontres dans la Ligue américaine de hockey pour la formation des Penguins de Wilkes-Barre/Scranton. Cependant, il passe la majeure partie de la saison avec la formation des Thunder de Stockton de l'ECHL. En 2007-2008 et 2008-2009, Devan Dubnyk passe ces saisons avec le club école des Oilers d'Edmonton, c'est-à-dire les Falcons de Springfield. 
Après avoir commencé la saison 2009-2010 avec Springfield, Dubnyk est rappelé par les Oilers le 22 novembre 2009 pour remplacer le gardien de but Nikolaï Khabibouline, blessé. Il fait ses débuts dans la LNH le 28 novembre 2009 alors qu'il prend la relève de Jeff Drouin-Deslauriers contre les Canucks de Vancouver.  
Le 15 janvier 2014, il est échangé aux Predators de Nashville en retour de l'attaquant Matt Hendricks. Après deux matchs avec les Predators, il est placé au ballotage le 3 mars alors que Pekka Rinne revient d'une blessure. Deux jours plus tard, il est échangé à nouveau, cette fois aux Canadiens de Montréal et termine la saison 2013-2014 dans la LAH avec le club-école des Canadiens, les Bulldogs de Hamilton. 
Devenant agent libre à l'été suivant, il rejoint alors les Coyotes de l'Arizona. Après avoir joué 19 matchs avec les Coyotes pour neuf victoires et un blanchissage, il est échangé au Wild du Minnesota le 15 janvier 2015 contre un choix de troisième tour au repêchage de 2015. Avec le Wild, il joue sa meilleure saison et aide celui-ci à se qualifier pour les séries éliminatoires 2015. Avec une fiche de 36-14-4, une moyenne de 2,07 buts encaissés par match et un taux d'arrêts à 92,9 % sur l'ensemble de la saison, il figure parmi les trois finalistes pour l'obtention du trophée Vézina remis au meilleur gardien de but de la ligue.
Le 5 octobre 2020, il est échangé aux Sharks de San José avec un choix de 7e tour en 2022 contre un choix de 5e tour en 2022.
Le 4 avril 2021, il est échangé à l'Avalanche du Colorado en retour de Greg Pateryn et d'un choix de 5e ronde en 2021. Il ne joue que 5 matchs avec l'Avalanche avant de passer la saison suivante dans la Ligue américaine de hockey avec les Checkers de Charlotte. 
Après avoir remporté 253 matchs en carrière dans la LNH, il annonce sa retraite le 29 octobre 2022. Il aura conservé un pourcentage d'arrêt de 91,4% et une moyenne de buts alloués de 2,61.

## Statistiques

### En club
| Saison     | Équipe                            | Ligue      |     | Saison régulière | Saison régulière | Saison régulière | Saison régulière | Saison régulière | Saison régulière | Saison régulière | Saison régulière | Saison régulière | Saison régulière |   | Séries éliminatoires | Séries éliminatoires | Séries éliminatoires | Séries éliminatoires | Séries éliminatoires | Séries éliminatoires | Séries éliminatoires | Séries éliminatoires | Séries éliminatoires |
| Saison     | Équipe                            | Ligue      | PJ  | V                | D                | Pr/N             | Min              | BC               | Moy              | % Arr            | Bl               | Pun              | PJ               | V | D                    | Min                  | BC                   | Moy                  | % Arr                | Bl                   | Pun                  |                      |                      |
| 2001-2002  | Blazers de Kamloops               | LHOu       | 3   | 1                | 1                | 0                | 143              | 13               | 5,45             | 83,8             | 0                | 0                | -                | - | -                    | -                    | -                    | -                    | -                    | -                    | -                    |                      |                      |
| 2002-2003  | Blazers de Kamloops               | LHOu       | 26  | 12               | 8                | 1                | 1 279            | 68               | 3,1              | 90,7             | 2                | 0                | -                | - | -                    | -                    | -                    | -                    | -                    | -                    | -                    |                      |                      |
| 2003-2004  | Blazers de Kamloops               | LHOu       | 44  | 20               | 18               | 6                | 2 533            | 106              | 2,51             | 91,7             | 6                | 10               | 4                | 1 | 3                    | 0                    | 12                   | 2,94                 | 87,4                 | 0                    | 0                    |                      |                      |
| 2004-2005  | Blazers de Kamloops               | LHOu       | 65  | 23               | 34               | 9                | 3 699            | 166              | 2,69             | 91,2             | 6                | 0                | 6                | 2 | 4                    | 0                    | 22                   | 3,64                 | 88,6                 | 0                    |                      |                      |                      |
| 2005-2006  | Blazers de Kamloops               | LHOu       | 54  | 27               | 26               | 1                | 3 207            | 136              | 2,54             | 91,2             | 1                | 35               | -                | - | -                    | -                    | -                    | -                    | -                    | -                    | -                    |                      |                      |
| 2006-2007  | Thunder de Stockton               | ECHL       | 43  | 24               | 11               | 7                | 2 529            | 108              | 2,56             | 92,1             | 2                | 10               | 6                | 2 | 4                    | 0                    | 18                   | 2,73                 | 91,3                 | 0                    | 2                    |                      |                      |
| 2006-2007  | Penguins de Wilkes-Barre/Scranton | LAH        | 4   | 2                | 1                | 0                | 204              | 10               | 2,94             | 85,5             | 0                | 0                | -                | - | -                    | -                    | -                    | -                    | -                    | -                    | -                    |                      |                      |
| 2007-2008  | Falcons de Springfield            | LAH        | 33  | 9                | 17               | 0                | 1 772            | 92               | 3,12             | 90,4             | 0                | 4                | -                | - | -                    | -                    | -                    | -                    | -                    | -                    | -                    |                      |                      |
| 2008-2009  | Falcons de Springfield            | LAH        | 62  | 18               | 41               | 2                | 3 635            | 180              | 2,97             | 90,6             | 3                | 16               | -                | - | -                    | -                    | -                    | -                    | -                    | -                    | -                    |                      |                      |
| 2009-2010  | Oilers d'Edmonton                 | LNH        | 19  | 4                | 10               | 2                | 1 075            | 64               | 3,57             | 88,9             | 0                | 0                | -                | - | -                    | -                    | -                    | -                    | -                    | -                    | -                    |                      |                      |
| 2009-2010  | Falcons de Springfield            | LAH        | 33  | 13               | 17               | 2                | 1 985            | 100              | 3,02             | 91,5             | 0                | 2                | -                | - | -                    | -                    | -                    | -                    | -                    | -                    | -                    |                      |                      |
| 2010-2011  | Oilers d'Edmonton                 | LNH        | 35  | 12               | 13               | 8                | 2 061            | 93               | 2,71             | 91,6             | 2                | 2                | -                | - | -                    | -                    | -                    | -                    | -                    | -                    | -                    |                      |                      |
| 2011-2012  | Oilers d'Edmonton                 | LNH        | 47  | 20               | 20               | 3                | 2 653            | 118              | 2,67             | 91,4             | 2                | 0                | -                | - | -                    | -                    | -                    | -                    | -                    | -                    | -                    |                      |                      |
| 2012-2013  | Oilers d'Edmonton                 | LNH        | 38  | 14               | 16               | 6                | 2 101            | 90               | 2,57             | 92               | 2                | 0                | -                | - | -                    | -                    | -                    | -                    | -                    | -                    | -                    |                      |                      |
| 2013-2014  | Oilers d'Edmonton                 | LNH        | 32  | 11               | 17               | 2                | 1 678            | 94               | 3,36             | 89,4             | 2                | 6                | -                | - | -                    | -                    | -                    | -                    | -                    | -                    | -                    |                      |                      |
| 2013-2014  | Predators de Nashville            | LNH        | 2   | 0                | 1                | 1                | 124              | 9                | 4,35             | 85               | 0                | 0                | -                | - | -                    | -                    | -                    | -                    | -                    | -                    | -                    |                      |                      |
| 2013-2014  | Bulldogs de Hamilton              | LAH        | 8   | 2                | 5                | 0                | 415              | 23               | 3,33             | 89,3             | 0                | 0                | -                | - | -                    | -                    | -                    | -                    | -                    | -                    | -                    |                      |                      |
| 2014-2015  | Coyotes de l'Arizona              | LNH        | 19  | 9                | 5                | 2                | 1 035            | 47               | 2,72             | 91,6             | 1                | 0                | -                | - | -                    | -                    | -                    | -                    | -                    | -                    | -                    |                      |                      |
| 2014-2015  | Wild du Minnesota                 | LNH        | 39  | 27               | 9                | 2                | 2 293            | 68               | 1,78             | 93,6             | 5                | 2                | 10               | 4 | 6                    | 570                  | 24                   | 2,53                 | 90,8                 | 1                    | 0                    |                      |                      |
| 2015-2016  | Wild du Minnesota                 | LNH        | 67  | 32               | 26               | 6                | 3 862            | 150              | 2,33             | 91,8             | 5                | 8                | 6                | 2 | 4                    | 359                  | 20                   | 3,34                 | 87,7                 | 0                    | 0                    |                      |                      |
| 2016-2017  | Wild du Minnesota                 | LNH        | 65  | 40               | 19               | 5                | 3 758            | 141              | 2,25             | 92,3             | 5                | 10               | 5                | 1 | 4                    | 322                  | 10                   | 1,86                 | 92,5                 | 1                    | 0                    |                      |                      |
| 2017-2018  | Wild du Minnesota                 | LNH        | 60  | 35               | 16               | 7                | 3 451            | 145              | 2,52             | 91,8             | 5                |                  | 5                | 1 | 4                    | 248                  | 14                   | 3,39                 | 90,8                 | 0                    |                      |                      |                      |
| 2018-2019  | Wild du Minnesota                 | LNH        | 67  | 31               | 28               | 6                | 3 856            | 163              | 2,54             | 91,3             | 2                | 2                | -                | - | -                    | -                    | -                    | -                    | -                    | -                    | -                    |                      |                      |
| 2019-2020  | Wild du Minnesota                 | LNH        | 30  | 12               | 15               | 2                | 1 665            | 93               | 3,35             | 89               | 1                | 2                | -                | - | -                    | -                    | -                    | -                    | -                    | -                    | -                    |                      |                      |
| 2020-2021  | Sharks de San José                | LNH        | 17  | 3                | 9                | 2                | 888              | 47               | 3,18             | 89,8             | 3                | 2                | -                | - | -                    | -                    | -                    | -                    | -                    | -                    | -                    |                      |                      |
| 2020-2021  | Avalanche du Colorado             | LNH        | 5   | 3                | 2                | 0                | 295              | 16               | 3,26             | 88,6             | 0                | 0                | -                | - | -                    | -                    | -                    | -                    | -                    | -                    | -                    |                      |                      |
| 2021-2022  | Checkers de Charlotte             | LAH        | 4   | 2                | 2                | 0                |                  |                  | 3,55             | 86,9             | 0                |                  | -                | - | -                    | -                    | -                    | -                    | -                    | -                    | -                    |                      |                      |
| Totaux LNH | Totaux LNH                        | Totaux LNH | 542 | 253              | 206              | 54               | 30 793           | 1 338            | 2,61             | 91,4             | 33               | 46               | 26               | 8 | 18                   | 1 500                | 68                   | 2,72                 | 90,4                 | 2                    | 0                    |                      |                      |

### En équipe nationale
| Année | Équipe          | Compétition                   |   | PJ | V | D | Pr/N | Min | BC   | Moy  | % Arr | Bl | Pun           |  | Résultat |
| 2004  | Canada - 18 ans | Championnat du monde - 18 ans | 6 |    |   |   |      |     | 2,02 | 91,7 |       |    | Quatrième     |  |          |
| 2006  | Canada - 20 ans | Championnat du monde junior   | 0 |    |   |   |      |     |      |      |       |    | Médaille d'or |  |          |
| 2010  | Canada          | Championnat du monde          | 0 |    |   |   |      |     |      |      |       |    | Septième      |  |          |
| 2011  | Canada          | Championnat du monde          | 1 |    |   |   |      |     | 0    | 100  |       |    | Cinquième     |  |          |
| 2012  | Canada          | Championnat du monde          | 2 |    |   |   |      |     | 1    | 95,6 |       |    | Cinquième     |  |          |
| 2013  | Canada          | Championnat du monde          | 4 |    |   |   |      |     | 1,48 | 91,3 |       |    | Cinquième     |  |          |

## Trophées et honneurs personnels

### Ligue nationale de hockey
- 2014-2015 : 
  - remporte le trophée Bill-Masterton
  - sélectionné dans la deuxième équipe d'étoiles
  - finaliste du trophée Vézina[13]
- 2015-2016 : participe au 61e Match des étoiles de la LNH (1)
- 2016-2017 : participe au 62e Match des étoiles de la LNH (2)
- 2018-2019 :  participe au 64e Match des étoiles de la LNH (3)